# میشل ته ورده
میشل ته ورده (به انگلیسی: Mitchell te Vrede؛ زادهٔ ۷ اوت ۱۹۹۱) بازیکن فوتبال اهل سورینام است که در پست مهاجم برای تیم ملی سورینام بازی می‌کند.

## زندگی شخصی
رسانه‌های مختلف ترکیه در ۳ آوریل ۲۰۱۷ گزارش دادند که ته ورده از سرطان رنج می‌برد. بعد از ظهر همان روز، او به روزنامه هلندی «د تلگراف» پاسخ داد که تومور در بیضه خود داشته است، اما با جراحی برداشته شده است.